# Vue (Loire-Atlantique)
Vue é uma comuna francesa na região administrativa da Pays de la Loire, no departamento de Loire-Atlantique. Estende-se por uma área de 19,51 km². Em 2010 a comuna tinha 1 651 habitantes (densidade: 84,6 hab./km²).